# EUA 1–2 Irã (Copa do Mundo de 1998)
O jogo EUA 1 x 2 Irã foi uma partida histórica de futebol disputada no dia 21/06/1998, válida pela primeira fase da Copa do Mundo de 1998. Inimigos políticos desde 1979, as 2 seleções caíram no mesmo grupo. Quando o sorteio determinou este confronto, a preocupação foi imediata. O medo era que as animosidades fossem transportadas para dentro do Stade de Gerland, em Lyon. O governo iraniano tratava o duelo como uma verdadeira guerra. Porém, todos os atletas do Irã mostravam-se contra o governo de seu país, já que em 1984 o regime imposto no país matou o então capitão da seleção iraniana, Habib Khabiri, que foi acusado de ter ligações com os Estados Unidos.
Porém, americanos e iranianos deram exemplo de esportividade: após os iranianos oferecem flores para os americanos, todos os atletas posaram para fotos abraçados e trocaram gentilezas. Além disso, vários torcedores exibiram bandeiras de Estados Unidos e Irã lado a lado.
Foi também a primeira vitória do país do Oriente Médio na competição, que voltaria a vencer uma partida de Copa 20 anos depois. contra a Seleção Marroquina de Futebol.

## A Partida
| 21 de Junho de 1998 | Estados Unidos | 1 – 2     | Irã                         | Stade de Gerland, Lyon |
| 21:00 (hora local)  | McBride 87'    | Relatório | Estili 40' · Mahdavikia 84' | Público: 39,100 pessoas Árbitro: Urs Meier Assistente 1: Laurent Rausisi Assistente 2: Nicolae Grigorescu 4º Árbitro: Lucien Bouchardeau |

| Estados Unidos | Irã |

|                |    |                       |  |
|                |    |                       |  |
| GK             | 18 | Kasey Keller          |  |
| DF             | 2  | Frankie Hejduk        |  |
| DF             | 3  | Eddie Pope            |  |
| DF             | 5  | Thomas Dooley 82'     |  |
| DF             | 6  | David Régis 18'       |  |
| FW             | 7  | Roy Wegerle 57' (14)  |  |
| FW             | 9  | Joe-Max Moore         |  |
| MF             | 10 | Tab Ramos 57' (8)     |  |
| MF             | 13 | Cobi Jones            |  |
| FW             | 20 | Brian McBride         |  |
| MF             | 21 | Claudio Reyna         |  |
| Substituições: |    |                       |  |
| MF             | 8  | Earnie Stewart 57'    |  |
| MF             | 14 | Preki 57'             |  |
| MF             | 19 | Brian Maisonneuve 82' |  |
| Técnico        |    |                       |  |
| Steve Sampson  |    |                       |  |

|                |    |                         |  |
|                |    |                         |  |
| GK             | 1  | Ahmad Abedzadeh         |  |
| MF             | 2  | Mehdi Mahdavikia        |  |
| DF             | 4  | Mohammad Khakpour       |  |
| MF             | 6  | Karim Bagheri           |  |
| MF             | 9  | Hamid Estili            |  |
| FW             | 10 | Ali Daei                |  |
| FW             | 11 | Khodadad Azizi 74'      |  |
| DF             | 14 | Nader Mohammadkhani 75' |  |
| DF             | 17 | Javad Zarincheh 77'     |  |
| DF             | 20 | Mehdi Pashazadeh        |  |
| MF             | 21 | Mehrdad Minavand 8'     |  |
| Substituições: |    |                         |  |
| MF             | 7  | Ali Reza Mansourian 74' |  |
| DF             | 5  | Afshin Peyrovani 75'    |  |
| DF             | 3  | Naeem Saadavi 77'       |  |
| Técnico:       |    |                         |  |
| Jalal Talebi   |    |                         |  |